# Matilda Nildén
Matilda Nildén (Bromma, 10 november 2004) is een voetbalspeelster uit Zweden. Ze speelt als aanvaller voor BK Häcken in de Damallsvenskan.

## Clubcarrière
Matilda Nildén begon haar carrière bij IF Brommapojkarna waarvoor ze tot 2020 in jeugdteams speelde. In 2020 maakte Nildén haar debuut in de Elitettan.
In de zomer van 2021 maakte Nildén de overstap naar AIK Fotboll. Voor die club maakte Nildén haar debuut in de Damallsvenskan. In het seizoen 2022 degradeerde AIK Fotboll uit de Damallsvenskan. In 2023 kwam Nildén met AIK Fotboll uit in de Elitettan waarin met overmacht de titel en promotie terug naar de Damallsvenskan wordt gepakt. Nildén maakt 23 doelpunten in één seizoen waarmee ze een groot aandeel in de promotie heeft.
Op 3 januari 2024 maakte de Zweedse topclub BK Häcken bekend Nildén te hebben gecontracteerd. Ze tekende in Göteborg een contract tot medio 2026.

## Statistieken
| Seizoen    | Club              | Land   | Competitie               | Wedstrijden | Doelpunten |
| ---------- | ----------------- | ------ | ------------------------ | ----------- | ---------- |
| 2020-2021  | IF Brommapojkarna | Zweden | Elitettan                | 15          | 2          |
| 2021-2023  | AIK Fotboll       | Zweden | Damallsvenskan/Elitettan | 60          | 25         |
| 2024-heden | BK Häcken         | Zweden | Damallsvenskan           | 22          | 5          |
| Totaal     | Totaal            | Totaal | Totaal                   | 99          | 32         |

Laatste update: 1 november 2024

## Interlandcarrière
Matilda Nildén maakte haar debuut voor Zweden onder 19 in 2021. Ze werd geselecteerd voor het EK onder 19 waarin ze tot de halve finale reikte.

## Privé
De zus van Matilda Nildén, Amanda Nildén, is ook profvoetbalster en speelt voor Tottenham Hotspur FC.